# 44. ceremonia wręczenia nagród Brytyjskiej Akademii Filmowej
44. ceremonia rozdania nagród Brytyjskiej Akademii Sztuk Filmowych i Telewizyjnych.
 Najwięcej statuetek (po 5) otrzymały filmy Chłopcy z ferajny i Cinema Paradiso.

## Nominacje
Laureaci oznaczeni są wytłuszczeniem

### Najlepszy film
- Irwin Winkler, Martin Scorsese – Chłopcy z ferajny
- Arnon Milchan, Steven Reuther, Garry Marshall – Pretty Woman
- Richard D. Zanuck, Lili Fini Zanuck, Bruce Beresford – Wożąc panią Daisy
- Robert Greenhut, Woody Allen – Zbrodnie i wykroczenia

### Najlepszy film zagraniczny
- Franco Cristaldi, Giuseppe Tornatore – Cinema Paradiso
- Roger Frappier, Pierre Gendron, Denys Arcand – Jezus z Montrealu
- Louis Malle – Milou w maju
- Jean-Louis Piel, Philippe Carcassonne, Coline Serreau – Romuald i Juliette

### Najlepszy aktor
- Philippe Noiret − Cinema Paradiso
- Sean Connery − Polowanie na Czerwony Październik
- Tom Cruise − Urodzony 4 lipca
- Robert De Niro − Chłopcy z ferajny

### Najlepsza aktorka
- Jessica Tandy − Wożąc panią Daisy
- Shirley MacLaine − Pocztówki znad krawędzi
- Michelle Pfeiffer − Wspaniali bracia Baker
- Julia Roberts − Pretty Woman

### Najlepszy aktor drugoplanowy
- Salvatore Cascio − Cinema Paradiso
- Alan Alda − Zbrodnie i wykroczenia
- John Hurt − Pole
- Al Pacino − Dick Tracy

### Najlepsza aktorka drugoplanowa
- Whoopi Goldberg − Uwierz w ducha
- Anjelica Huston − Zbrodnie i wykroczenia
- Shirley MacLaine − Stalowe magnolie
- Billie Whitelaw − Bracia Kray

### Najlepsza reżyseria
- Martin Scorsese − Chłopcy z ferajny
- Woody Allen − Zbrodnie i wykroczenia
- Bruce Beresford − Wożąc panią Daisy
- Giuseppe Tornatore − Cinema Paradiso

### Najlepszy scenariusz oryginalny
- Giuseppe Tornatore − Cinema Paradiso
- J.F. Lawton − Pretty Woman
- Bruce Joel Rubin − Uwierz w ducha
- Woody Allen − Zbrodnie i wykroczenia

### Najlepszy scenariusz adaptowany
- Nicholas Pileggi, Martin Scorsese − Chłopcy z ferajny
- Carrie Fisher − Pocztówki znad krawędzi
- Oliver Stone, Ron Kovic − Urodzony 4 lipca
- Michael Lesson − Wojna państwa Rose
- Alfred Uhry − Wożąc panią Daisy

### Najlepsze zdjęcia
- Vittorio Storaro − Pod osłoną nieba
- Michael Ballhaus − Chłopcy z ferajny
- Freddie Francis − Chwała
- Blasco Giurato − Cinema Paradiso

### Najlepsze kostiumy
- Richard Bruno − Chłopcy z ferajny
- Milena Canonero − Dick Tracy
- Beatrice Bordone − Cinema Paradiso
- Marilyn Vance − Pretty Woman

### Najlepszy dźwięk
- J. Paul Huntsman, Stephan von Hase, Chris Jenkins, Gary Alexander, Doug Hemphill − Wspaniali bracia Baker
- Dennis Drummond, Thomas Causey, Chris Jenkins, David E. Campbell, Doug Hemphill − Dick Tracy
- Randy Thom, Richard Hymns, Jon Huck, David Parker − Dzikość serca
- Cecilia Häll, George Watters II, Richard Bryce Goodman, Don J. Bassman − Polowanie na Czerwony Październik

### Najlepszy montaż
- Thelma Schoonmaker − Chłopcy z ferajny
- Richard Marks − Dick Tracy
- Mario Morra − Cinema Paradiso
- Susan E. Morse − Zbrodnie i wykroczenia

### Najlepsze efekty specjalne
- Kochanie, zmniejszyłem dzieciaki
- Dick Tracy
- Pamięć absolutna
- Uwierz w ducha

### Najlepsza muzyka
- Ennio Morricone, Andrea Morricone − Cinema Paradiso
- George Fenton − Ślicznotka z Memphis
- Dave Grusin − Wspaniali bracia Baker
- Carly Simon − Pocztówki znad krawędzi

### Najlepsza charakteryzacja
- John Caglione Jr., Doug Drexler − Dick Tracy
- Christine Beveridge, Jim Henson Creature Shop − Czarownice
- Maurizio Trani − Cinema Paradiso
- Ben Nye Jr. − Uwierz w ducha

### Najlepsza scenografia
- Richard Sylbert − Dick Tracy
- Andrea Crisanti − Cinema Paradiso
- Gianni Silvestri − Pod osłoną nieba
- Terence Marsh − Polowanie na Czerwony Październik

## Podsumowanie
Laureaci

Nagroda / Nominacja

- 5 / 11 – Cinema Paradiso
- 5 / 7 – Chłopcy z ferajny
- 2 / 7 – Dick Tracy
- 1 / 2 – Pod osłoną nieba
- 1 / 3 – Wspaniali bracia Baker
- 1 / 4 – Uwierz w ducha
- 1 / 4 – Wożąc panią Daisy

Przegrani

- 0 / 2 – Urodzony 4 lipca
- 0 / 3 – Pocztówki znad krawędzi
- 0 / 3 – Polowanie na Czerwony Październik
- 0 / 4 – Pretty Woman
- 0 / 6 – Zbrodnie i wykroczenia